# Parc Zénith
Le parc Zénith est un parc lyonnais d'une surface de 8 731 m2, situé dans le 3e arrondissement de Lyon à l'emplacement de l'ancienne « Friche RVI » entre les rues Feuillat, Félix Rollet, professeur Rochaix et l'avenue Lacassagne.
Inauguré en 2018, il a été intégré dans la politique de santé de la ville de Lyon pour évaluer son impact sur la santé des habitants.

## Histoire
Ce parc a été inauguré en juin 2018 par Georges Képénékian et Catherine Panassier, après un vote des habitants pour choisir son nom : il porte le nom du premier carburateur fabriqué sur ce site dans les ateliers automobiles Rochet-Schneider, à partir de 1907.
La rue Félix-Rollet, dédiée aux modes doux, a été créée en même temps pour relier les rues Feuillat et Professeur-Rochaix.

## Description

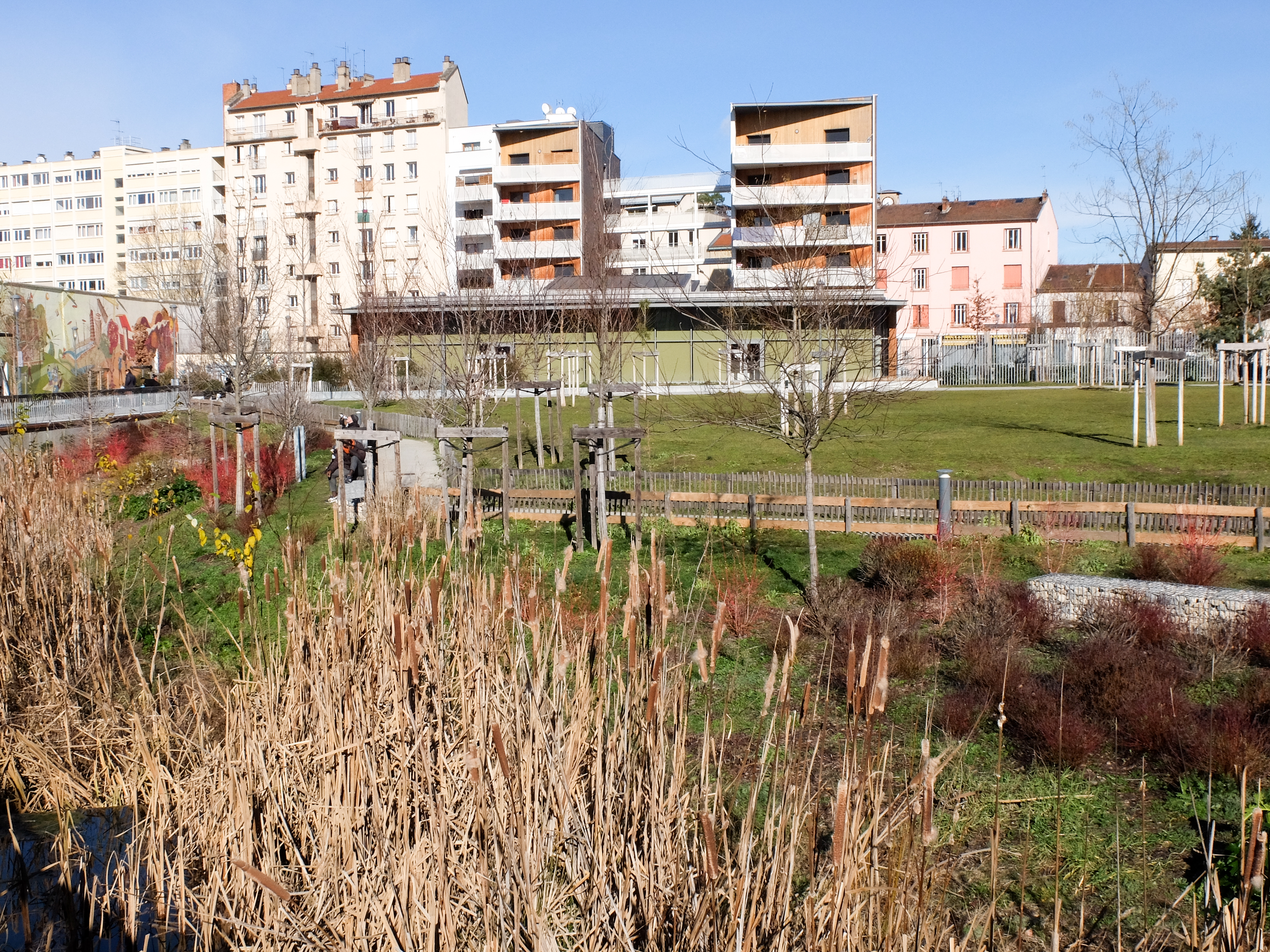
Jardin depuis la rue Félix Rollet

Le parc Zénith est situé sur l'ancien site industriel des usines RVI et est intégré dans le campus sur lequel sont implantés la SEPR (Société d’enseignement professionnel du Rhône), l'Afpia Sud-est (formation à l’aménagement de l’habitat), l'école Émile-Cohl (arts plastiques), l'Ecohlcité (art mural), la FCMB (Fédération compagnonnique du bâtiment) et l’Institut Régional de formation sanitaire et sociale de la Croix Rouge.
La bibliothèque municipale Marguerite Yourcenar se situe au nord du parc vers l'avenue Lacassagne.

### Caractéristiques

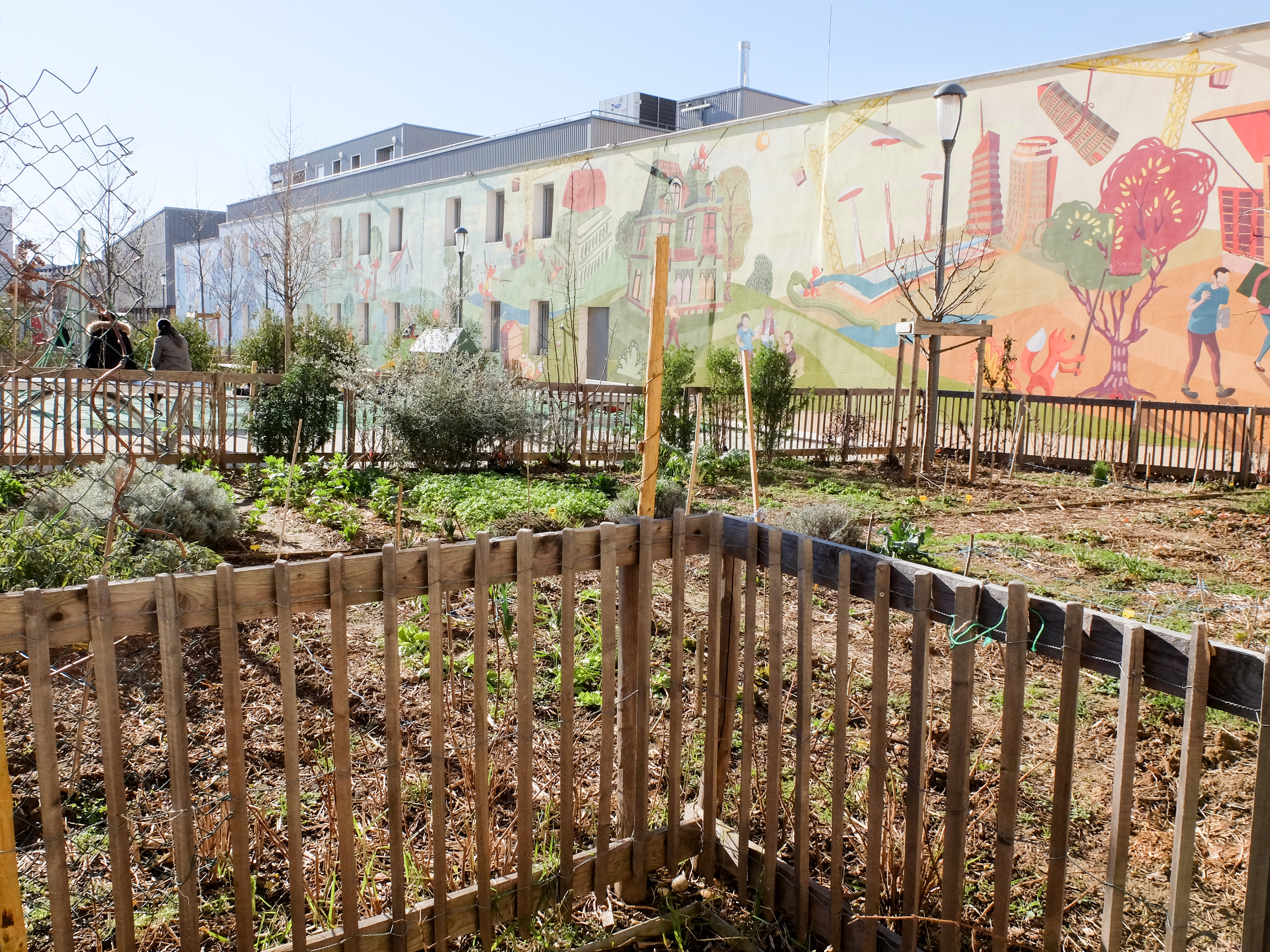
Jardin partagé

Le parc s'inscrit dans une politique de santé de la ville de Lyon en collaboration avec l'observatoire régional de la santé (ORS Rhône-Alpes).
Une signalétique réalisée en collaboration avec des étudiants d’Émile-Cohl a été mise en place pour sensibiliser les usagers à la propreté.
Une fresque de 600 m2 peinte sur le mur d'enceinte de l'école Émile-Cohl, représentant les quatre saisons, œuvre d’Ecohlcité, montre quelques bâtiments emblématiques de Lyon, comme la basilique de Fourvière, l'Opéra, les grandes serres du parc de la Tête d'Or, ou les mats de la piscine du Rhône. Les personnages représentés sur la fresque évoluent dans des décors faits de bleu, de vert ou de vert tendre et de brun rouge, selon la saison évoquée.
Les riverains peuvent également participer au travail de la terre dans le jardin partagé installé dans le parc. 

## Évaluation d’impact sur la santé (EIS)

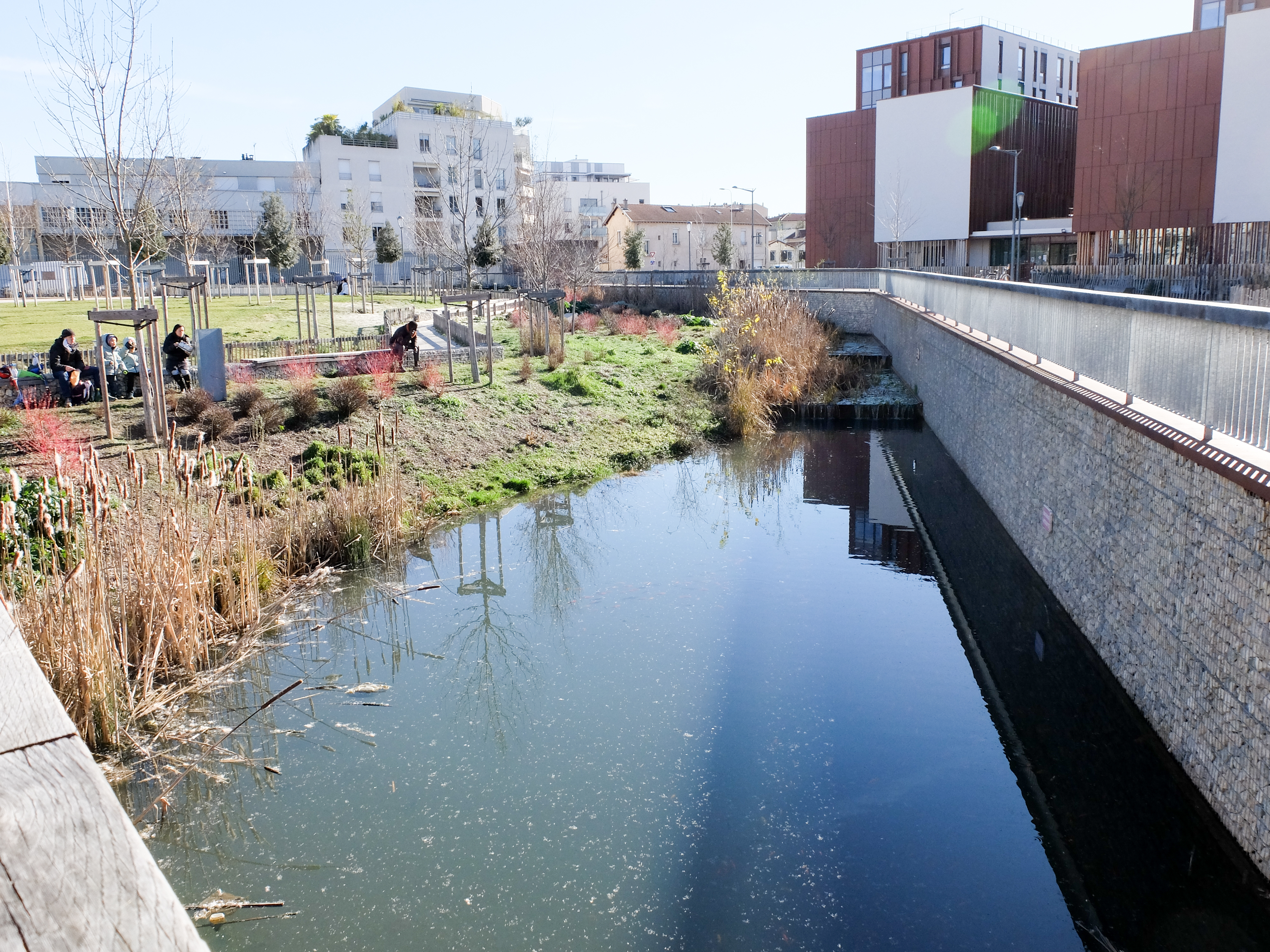
Rivière

Le parc a été conçu dès le départ avec une évaluation d’impact santé (EIS) pilotée par l'observatoire régional de la santé (ORS Rhône-Alpes) pour connaître de façon un peu plus précise, l’effet d’un parc urbain sur la santé des habitants. Il s’agit par exemple, d’établir des comparaisons avant l’aménagement du parc et après, et de voir si les riverains du site parviennent à faire des économies de dépenses de santé chaque année.
Cette collaboration avec l'ORS a dès le départ influencé la conception de cet espace vert, des végétaux sans pollens allergènes ont été choisis, les résineux ont été évités pour ne pas avoir de chenilles processionnaires.
Le parc a été voulu comme un espace de fraîcheur, il est doté d’une petite rivière alimentée par les eaux de pluie et une étude a été faite sur les ombres portées des arbres, de façon à offrir un maximum de surfaces à l'abri du soleil. Il a été prévu d'évaluer les températures à l'intérieur et à l'extérieur du parc.
D'autre part, depuis début 2020 et à la suite des 80 mesures préconisées par l'EIS, le parc fait l'objet d'une expérimentation et devient non-fumeur pendant 3 ans.